# Skakavci
Skakavci (Caelifera) su podred srednjih do velikih (najčešće duljine između 1 i 8 cm) kukaca karakterističnih po izrazito dugim i snažnim stražnjim nogama koje im omogućuju skakanje (po čemu su nazvani) na udaljenosti i 20 puta veće od njihove duljine .

## Izgled
Tijelo im je usko (bočno stisnuto), nitasta ticala kratka, oči velike. U ustima imaju dvije vilice prilagođene za kidanje i žvakanje. Leđna pločica prvog prsnog kolutića im je povećana i strši kao štit preko srednjeg dijela tijela. Prednja krila su uska i kruta, stražnja su šira i elastičnija. Lete najčešće samo na male udaljenosti i obično pritom proizvode štropotavi šum. Timpanalni organi (organi sluha) smješteni su u prvom kolutiću zatka. Skakavci proizvode čegrtanje stridulacijskim organima tako da povlače nazubljenu izbočinu stražnjih bedara preko izbočenih rebara prednjih krila. U nekih vrsta čegrtati mogu i ženke, samo tiše. Ženke su veće od mužjaka.

## Prehrana
Hrane se različitim dijelovima biljaka. Ako se jako razmnože mogu prouzročiti štetu.

## Ličinke
Ženka kratkom leglicom polaže jaja u rupicu koju iskopa u zemlji. Jaja u zemlji prezimljuju, a razvijaju se tek kad zatopli. Izležene ličinke izlaze iz zemlje, i odmah nalikuju odraslima (samo što su sitne i nemaju krila). Hrane se biljem. Postupno (s oko 5 presvlačenja) se preobražavaju u odraslog skakavca.

## Rasprostranjenost
Rašireni su po cijelom svijetu osim hladnih područja oko sjevernog i južnog pola. Najčešće nastanjuju polja i livade. Neke su vrste migratorne.

## Infraredovi
- Infrared Acrididea
  - Acridomorpha
  - Tetrigoidea Serville, 1838
- Infrared Tridactylidea
  - †Dzhajloutshelloidea Gorochov, 1994
  - †Regiatoidea Gorochov, 1995
  - Tridactyloidea Brullé, 1835

## Vrste
Postoji više od 11 000 vrsta. Najveća vrsta Tropidacris cristata ima tijelo dugo 12 cm, a promjer krila 23 cm. Najpoznatija porodica pravi skakavci (Acrididae) u Hrvatskoj je zastupljena sa 70 vrsta. Porodice Pyrgomprphoidae, Tridactylidae, Tetrigidae su zastupljene manjim brojem vrsta.

## Stručna književnost
- Ožanić, Stanko. Skakavci,[neaktivna poveznica] C. kr. Namjesništvo dalmatinsko, Nagragjena tiskarnica Vitaliani, Zadar, 1911.[3]

## Vanjske poveznice
|  | Zajednički poslužitelj ima još gradiva o temi Šaške |
|  | Wikivrste imaju podatke o taksonu Caelifera         |
|  | Wječnik ima rječničku natuknicu skakavac            |